# ابر پوشنی
ابرهای پوشَنی یا استراتوس (Stratus) نام گونه‌ای از ابرها است که به صورت پتویی و هموار و لایه‌ای هستند. ابر پوشنی به صورت تودهٔ متراکمی از بخار آب به شکل مه دور از زمین می‌باشد، که قطر آن در همه‌جا یکسان است، مشاهده می‌گردد. از ابرهای پوشنی ممکن است باران (به صورت نم‌نم) یا برف روشن و ریز ببارد.
ابر پوشنی لایهٌ ابر خاکستری است با پایه‌ای تا حدودی یکنواخت که امکان دارد از آن باران ریزه یا سوزنک‌های یخی یا برف‌دانه ببارد؛ هنگامی که خورشید در پشت این ابر قرار گیرد، خطوط مرزی آن به روشنی قابل تشخیص است؛ پدیده‌های هاله‌ای تولید نمی‌کند، مگر در دماهای بسیار پائین؛ گاهی این ابر به شکل تکه‌های پاره‌پاره ظاهر می‌شود. ارتفاع این ابر از سطح زمین بسیار کم است بارندگی در این ابرها در حرارت‌های فوق صفر درجه سانتی‌گراد به صورت ریزدانه می‌باشد. باران در ابرهای پوشنی هم تشکیل می‌شوند. اگر باران ریز یکنواخت برای مدت کوتاهی ببارد، احتمالاً از یک ابر پوشنی باریده‌است.
جایی که تودهٔ هوای گرم جایگزین تودهٔ هوای سرد شود و خود به هوا برود؛ جبههٔ گرم ایجاد می‌شود؛ در این صورت هوای گرم به صورت آرام؛ آرام در ارتفاع ۵۰۰ تا ۲۰۰۰ متری بالا می‌رود و پوشنی را ایجاد می‌کند که؛ در هنگام بارش محدودهٔ ۱۵۰ تا ۳۰۰ کیلومتری را در بر می‌گیرد.
هنگامی که از بالا مشاهده می‌شود، پوشنی همواره قله یکنواخت دارد، که معمولاً با وارونگی دما یا لایه دیگری که به صورت گرمایی پایدار است مشخص شده‌است. پوشنی همان مشخصه‌های مه را می‌تواند داشته باشد، جز اینکه در سطح زمین پدید نمی‌آید.

## نگارخانه

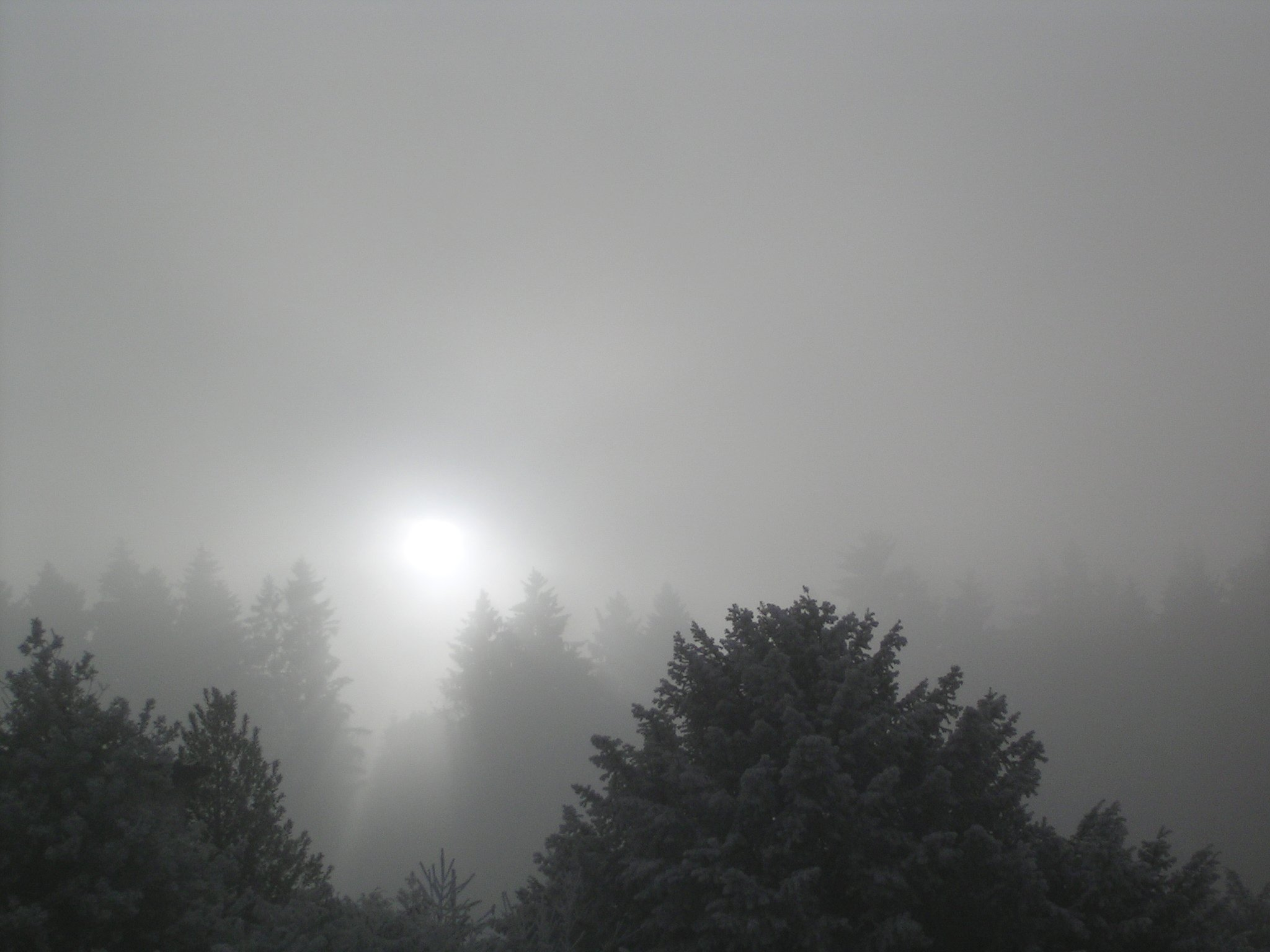
نماهایی از پایین...
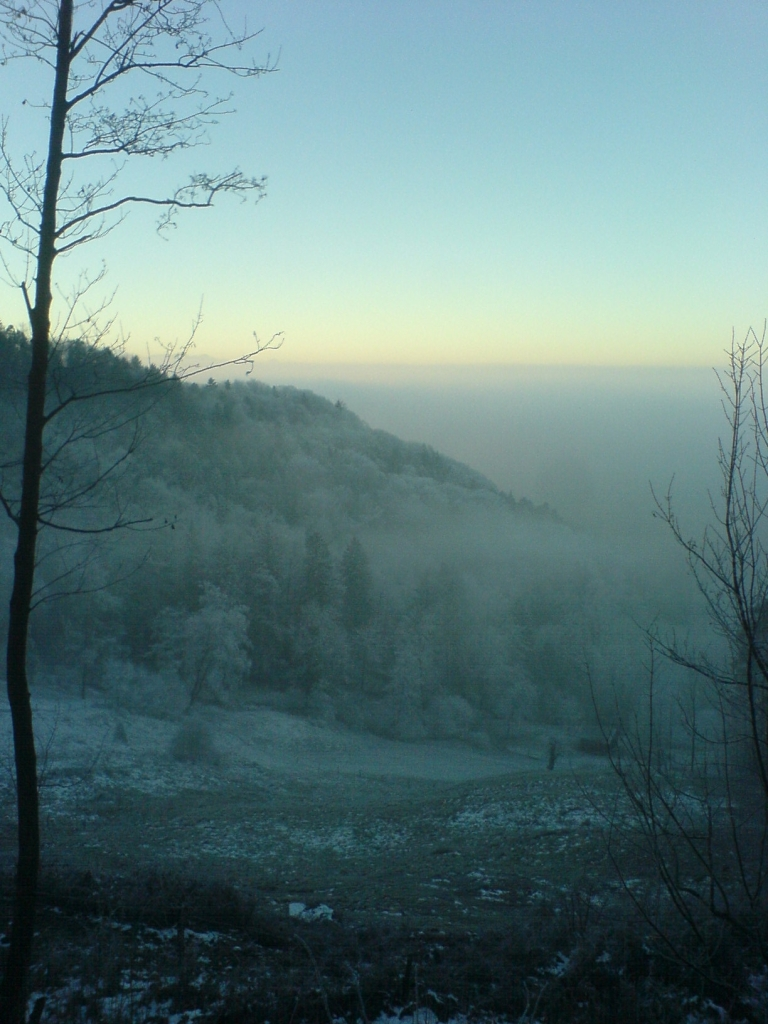
... در سطح...
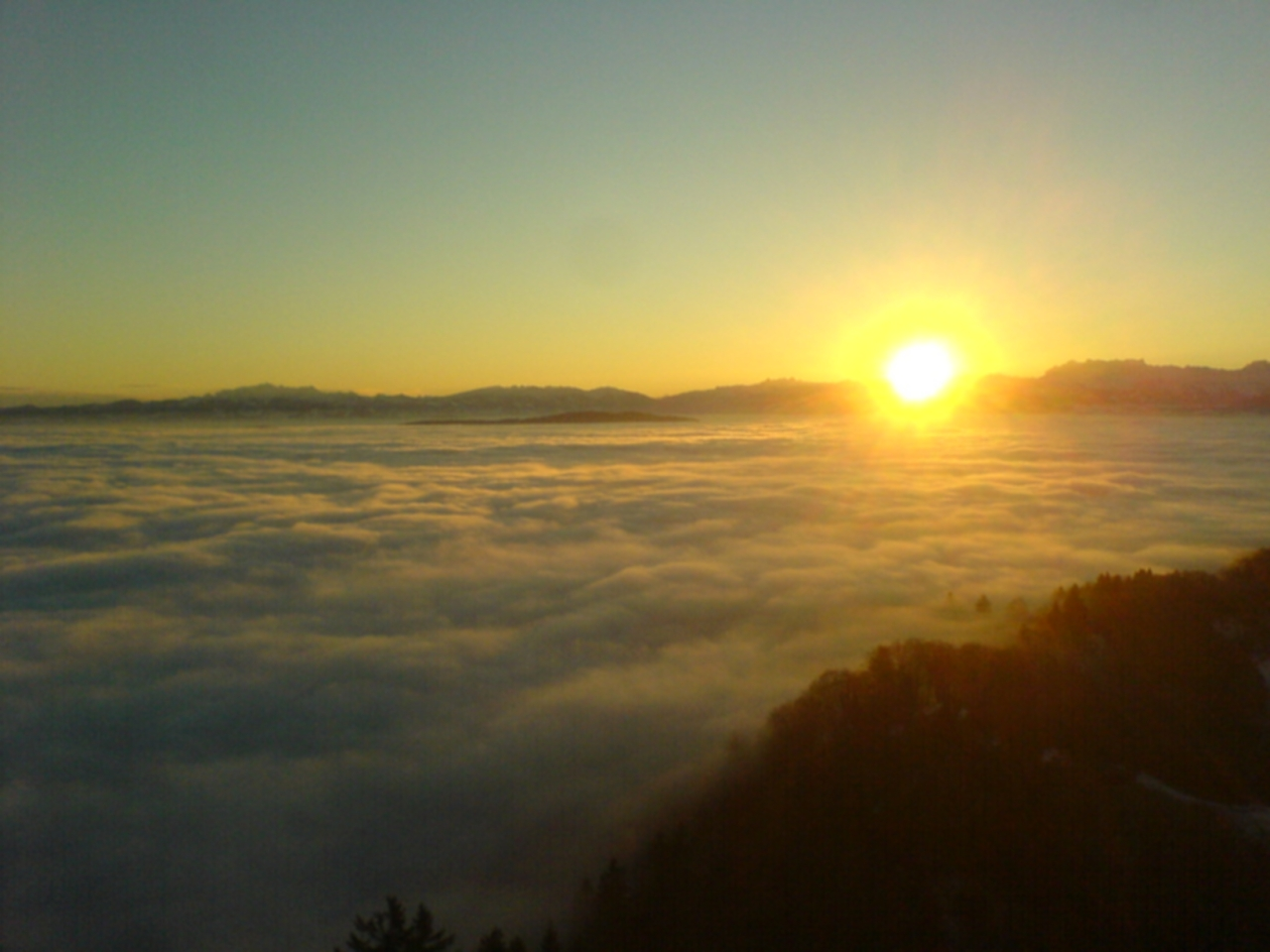
... و بالاتر از ابرهای پوشنی.